# NGC 4058
NGC 4058 (również PGC 38124 lub UGC 7036) – galaktyka soczewkowata (S0), znajdująca się w gwiazdozbiorze Panny. Odkrył ją George Mary Searle 24 marca 1868 roku.